# Valhúsahæð
Valhúsahæð är en kulle i republiken Island.   Den ligger i regionen Höfuðborgarsvæði, i den västra delen av landet, 5 km väster om huvudstaden Reykjavík. Toppen på Valhúsahæð är 9 meter över havet.
Terrängen runt Valhúsahæð är platt. Havet är nära Valhúsahæð åt nordväst.  Närmaste större samhälle är Reykjavík, 5,2 km öster om Valhúsahæð. 
Den blev svo nevnt fordi i gammel tid var der et lille hus der hvor kongens falker blev gemt -falkehuseheight.